# Charles Amyot

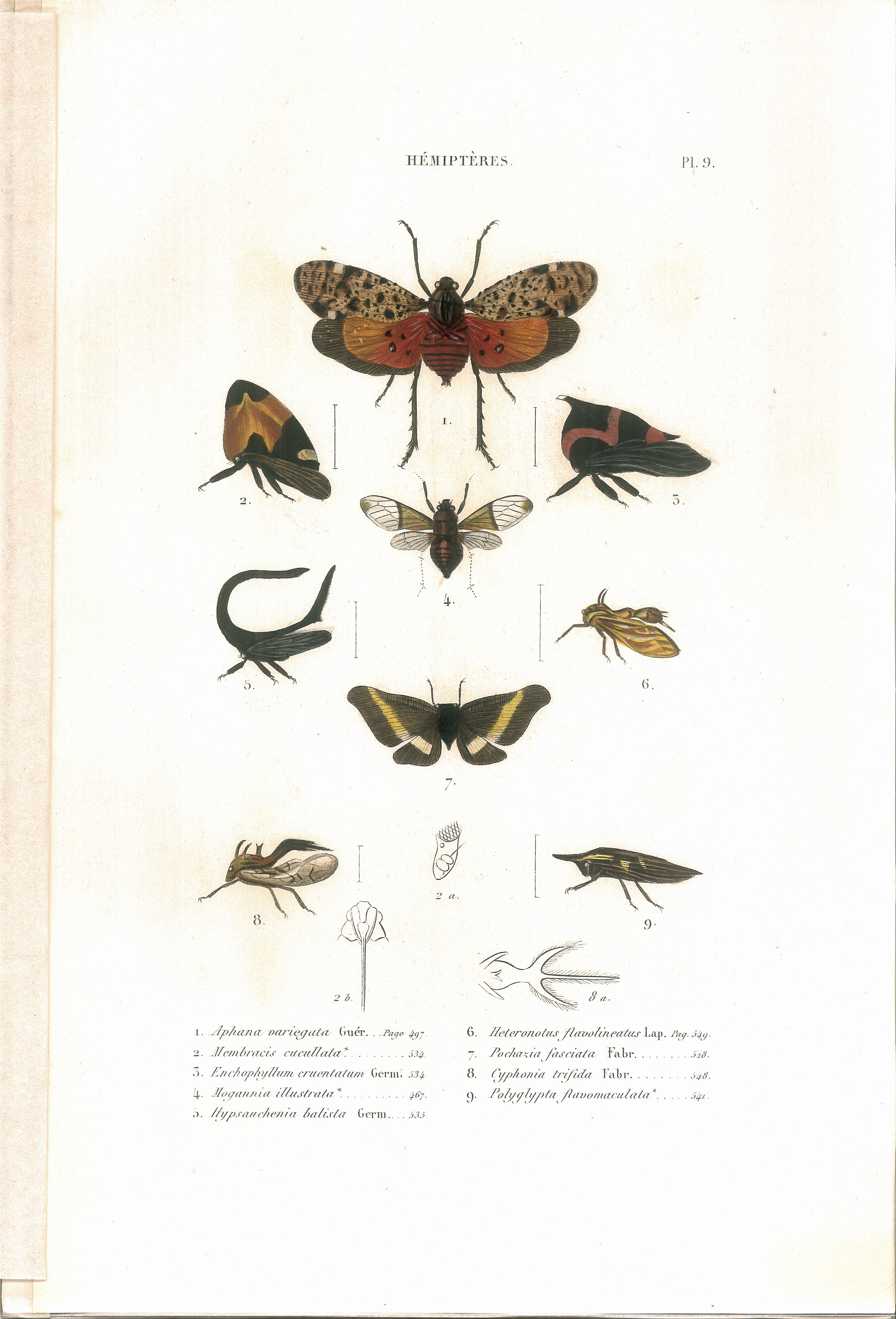
Emitteri. Tavola IX

Charles Jean-Baptiste Amyot (Vendreev, 23 settembre 1799 – Parigi, 13 ottobre 1866) è stato un giurista ed entomologo francese.

## Biografia
Orfano di padre, Jean-Baptiste Amyot fu allevato da un ricco commerciante, vicino di casa dell'entomologo Jean Guillaume Audinet-Serville (1775-1858). Divenuti amici, quest'ultimo gli consigliò di specializzarsi nello studio degli Emitteri, ordine che, in quel periodo, era trascurato dagli specialisti.

Assieme ad Audinet-Serville scrisse nel 1843 il testo "Storia naturale degli Emitteri" che l'editore Roret pubblicò nella collana Suites à Buffon.

Amyot nel 1822 divenne un Avvocato, pur conservando la passione per l'entomologia e coltivandola attivamente.
Giunse anche a ricoprire la carica di Presidente della Società entomologica di Francia, ma, proprio in tale veste, egli mostrò una grande difficoltà a sostenere la sua tesi sulla "classificazione mononimica", al punto che i membri della Società gli negarono il titolo di "membro onorario" che gli sarebbe spettato.

Amyot si interessò molto all'entomologia applicata e dedicò diverse pubblicazioni agli insetti nocivi e ai metodi per combatterli.

## Opere
- Histoire naturelle des insectes Hémiptères (in collab. con Audinet-Serville). Librairie Encyclopédique Roret. Parigi, 1843.
- Entomologie française. Rynchotes. Méthode mononimique. Annal. de la Soc. Entom. de France. 1845.
- Idem. Edizione J.-B. Baillière. Librairie de l'Académie Royale. Parigi, 1848.